# 管律
管律（1482年—？），字應韶，號芸莊，陝西慶府長史司軍籍，宁夏卫（今寧夏銀川）人，祖籍直隸嘉定（今上海市嘉定區），明朝政治人物。

## 生平
幼聰穎，十歲入衛學，師事寧夏名士胡汝礪。正德十一年（1516年）中式丙子科陝西鄉試第四名，正德十六年（1521年）登辛巳科進士。选授刑科给事中，丁忧归。
嘉靖四年（1525年）服阕，八月復除本科。嘉靖六年（1527年）贬长垣县丞，嘉靖七年（1528年）遷山西高平縣知縣。

## 著作
管律致仕后，編有《寧夏新志》。

## 家族
曾祖父管鏜；祖父管焸；父親管珣。前母鄒氏；王氏。